# Henri Auger de Beaulieu
Pour les articles homonymes, voir Auger et Beaulieu.
Louis Marie Antoine Emmanuel Henri Auger, dit Henri Auger de Beaulieu, né le 4 décembre 1823 dans l'ancien 10e arrondissement de Paris et décédé le 30 juillet 1885 à Paris 11e, est un acteur et un auteur dramatique français.

## Biographie
D'abord typographe, il devient acteur au théâtre des Funambules puis auteur dramatique. 
Directeur du théâtre des Folies-Bobino à Paris, ses pièces ont été représentés, entre autres, au Théâtre Déjazet.

## Œuvres
Théâtre
- 1859 : Les Typographes parisiens, drame en 3 actes et 5 tableaux, avec Stanislas de Charnal, musique d'André-Marie Oray, au théâtre des Folies-Dramatiques (21 juillet)
- 1859 : On a souvent besoin d'un plus gamin que soi, vaudeville en 1 acte, au théâtre des Folies-Dramatiques (4 octobre)[8]
- 1860 : Puisque des rois épousaient des bergères ..., pièce pastorale en 3 actes mêlées de chants, avec Stanislas de Charnal, au théâtre des Folies-Dramatiques (31 mai)
- 1861 : Les Enfants de Caïn, drame en 3 actes et 5 tableaux, avec Claude Appay, musique d'Hippolyte Borssat de Laverrière, au théâtre Beaumarchais (6 novembre)[9]
- 1862 : Historiette, comédie-vaudeville en 1 acte, avec Claude Appay[10], au théâtre Beaumarchais
- 1865 : Les Diablesses, pièce en 5 actes, au théâtre de Belleville (avril)
- 1866 : Les Ebénistes, vaudeville en 4 actes, avec Édouard Hermil, au Petit-Théâtre (3 mars)
- 1867 : L'Amour au vol, opérette en 1 acte, avec Aurélien Scholl, musique d'Henry Costa de Beauregard et Stéphan, au théâtre Lafayette (29 janvier)
- 1867 : La Planète Vénus, fantaisie astronomique à grand spectacle en 1 acte, avec Émile Prat, au théâtre des Folies-Saint-Germain (mai)
- 1869 : Il faut des époux assortis, vaudeville en 1 acte, avec Auguste Villiers, au théâtre Déjazet (30 mai)
- 1869 : Les Conteurs d'histoires, comédie en 4 actes, avec Auguste Villiers, au théâtre Déjazet (2 juillet)
- 1874 : Les Garçons de café, vaudeville en 3 actes, avec Auguste Villiers, au théâtre Saint-Pierre (septembre)
- 1875 : Crépin 1er, roi des Bons, revue en 4 actes et 8 tableaux, avec Auguste Villiers, au théâtre Saint-Pierre (23 janvier)[11]
- 1875 : Les Enfants du Temple, pantomime, avec Auguste Villiers, au théâtre Saint-Pierre (février)
- 1877 : Sauve qui peut !, opérette en 1 acte, musique de Jules Muller, au théâtre de la Scala (18 mars)

Chanson
- 1859 : La Ronde des typographes parisiens, paroles d'Henri Auger de Beaulieu et Stanislas de Charnal, musique d'André-Marie Oray, Paris, librairie Barbré
- 1861 : Les Enfants de Caïn, rondes, paroles d'Henri Auger de Beaulieu et Claude Appay, musique d'Hippolyte Borssat de Laverrière, Paris, Le Bailly libraire-éditeur
- 1861 : Le Chant du gitano, paroles d'Henri Auger de Beaulieu et Claude Appay, musique d'Hippolyte Borssat de Laverrière, Paris, Le Bailly libraire-éditeur
- 1861 : La Sorcière des Asturies, paroles d'Henri Auger de Beaulieu et Claude Appay, musique d'Hippolyte Borssat de Laverrière, Paris, Le Bailly libraire-éditeur
- 1861 : Un joli ménage !, musique de Charles Gourlier, Paris, Le Bailly, libraire-éditeur
- 1883 : Respectez ma carte d'électeur, musique de Jules Muller, Paris, J. Muller éditeur
- 1883 : Tapin 1er, musique de Tac-Coen, Paris, Vve Gheluve éditeur
- 1884 : A Montparnasse !, monologue, musique d'Émile Deligne, Paris, Benoit éditeur.